# 8853 Gerdlehmann
8853 Gerdlehmann è un asteroide della fascia principale. Scoperto nel 1991, presenta un'orbita caratterizzata da un semiasse maggiore pari a 2,2730502 UA e da un'eccentricità di 0,0923359, inclinata di 5,30308° rispetto all'eclittica.
L'asteroide è dedicato all'astronomo tedesco Gerhard Lehmann.